# Józef Kożuch (1946–2011)
Józef Kożuch (ur. 1946, zm. 17 listopada 2011 we Wrocławiu) – polski działacz społeczności żydowskiej we Wrocławiu.

## Życiorys
Urodził się w rodzinie żydowskiej.
W latach 2006–2008 był wiceprzewodniczącym, a w latach 2008–2011 przewodniczącym wrocławskiego oddziału Związku Gmin Wyznaniowych Żydowskich. W latach 2010–2011 pełnił funkcję wiceprzewodniczącego zarządu i członka Rady ZGWŻ, a od 20 marca 2009 do śmierci był członkiem zarządu Fundacji Dzielnica Wzajemnego Szacunku Czterech Wyznań.
Zmarł 17 listopada 2011. Został pochowany 21 listopada na nowym cmentarzu żydowskim przy ulicy Lotniczej we Wrocławiu.